# لويزين هافماير
كانت لويزين والدرون إلدر هافماير (28 يوليو 1855-6 يناير 1929) نسوية وجامعة مقتنيات فنية وفاعلة خير. كانت هافماير راعية للفن الانطباعي، وكانت أيضًا من أبرز المساهمات في حركات منح المرأة حقها بالتصويت في الولايات المتحدة. استفاد العديد من الأشخاص المشهورين من المساعدات التي قدمتها هافماير، بمن فيهم، الفنان الانطباعي إدغار ديغا والناشطة النسوية أليس بول.

## خلفية
وُلدت لويزين والدرون إلدر في مدينة نيويورك في 28 يوليو 1855، للتاجر جورج دبليو إلدر (1831-1873)، وماتيلدا أديلايد والدرون (1834–1907). كان للويزين ثلاثة أشقاء، هم: آن إليزا إلدر (السيدة هنري نوركروس مون لاحقًا، 1853-1917)، وأدالين ديليفيرانس مابيس إلدر (السيدة صمويل تويفورد بيترز لاحقًا، 1859-1943)، وجورج والدرون إلدر (1860-1916). كانت لويزين ثاني أكبر إخوتها.

### الحياة في باريس
سافرت لويزين إلدر مع عائلتها إلى أوروبا بعد وفاة والدها بفترة وجيزة، وأقامت العائلة هناك لثلاث سنوات. أبحرت لويزين على متن السفينة البخارية، إس إس كالابريا، برفقة أفراد الأسرة الكبيرة، بمن فيهم العمة أماندا ماكريدي وعائلتها، وابنة العم ماري مابز دودج التي كانت محررة في مجلة سانت نيكولاس ومؤلفة رواية هانز برينكر أو الزلاجات الفضية. كانت شقيقة ماري ميبس دودج، صوفي ميبس توليس، تعيش في باريس مع صديقتها إميلي سارتين، حيث درستا معًا الفنون في مشغل إيفاريست لومينيه والتحقتا بمدرسة السيدة ديل سارت الداخلية (مدرسة زوجة المدرس الشهير في الفنون التعبيرية الفنان فرانسوا ديل سارت). انضمت لويزين وشقيقتها، أدي، إلى صوفي ميبس توليس وإيميلي سارتين في الإقامة في منزل السيدة ديل سارت، وخلال هذه الفترة عرّفت سارتين لويزين على الفنانة ماري كاسات. كانت كاسات وسارتين زميلتين في دراسة الفن في أكاديمية بنسلفانيا للفنون الجميلة في أوائل الستينيات من القرن التاسع عشر وسافرتا معًا إلى أوروبا في خريف عام 1871. خلال هذه الفترة، رعت ماري كاسات لويزين إلدر، وأصبحت مرشدتها وشجعتها على تنفيذ أول أعمالها الفنية، رسم لإدغار ديغا بألوان البستل. مع مرور الوقت، وخاصة بعد زواج لويزين إلدر من هنري أوزبورن هافماير، أصبحت كاسات مستشارة لعائلة الهافماير، وساعدت في بناء مجموعتهم الفنية وفي بناء وتوثيق علاقاتهم العملية مع فناني الانطباعية، بما في ذلك إدغار ديغا، إدوارد مانيه، وكاميل بيسارو، وكلود مونيه. مع الوقت، تطورت العلاقة بين لويزين هافماير وماري كاسات إلى علاقة صداقة دائمة. رسمت كاسات العديد من اللوحات بألوان البستيل للويزين وأطفالها.

## الإرث
فرضت لويزين هافماير مكانتها كواحدة من أوائل جامعي لوحات الفن الانطباعي، وكانت مناصرة لحقوق المرأة.

### ناشطة في مجال منح المرأة حق التصويت
ركزت السيدة هافماير اهتمامها على حركة منح المرأة حقها بالتصويت بعد وفاة زوجها عام 1907، وفي عام 1912، أعارت مجموعتها الفنية لمعرض نويدلر في نيويورك بهدف جمع الأموال لخدمة القضية نفسها. في عام 1913، أسست هافماير، مع الناشطة الملتزمة في حركة منح المرأة حق التصويت، أليس بول، حزب المرأة الوطني (عُرفت المنظمة سابقًا باسم اتحاد الدفاع عن حق المرأة بالتصويت). أعادت افتتاح المعرض الفني في نويدلر عام 1915 لجمع الأموال.
بدعم مالي من السيدة هافماير وآخرين يحملون نفس الفكر، أطلقت السيدة بول سلسلة احتجاجات، اتّسمت بكونها صدامية باطّراد، دعت إلى المطالبة بمنح المرأة حق التصويت. بذلت بول جهودًا في سبيل ذلك، وكان مسير حق الاقتراع الوطني عام 1913 الذي أدى إلى حدوث أعمال شغب عشية التنصيب الأول للرئيس وودرو ويلسون، أشهر نتاجات هذه الجهود. ساهمت بول أيضًا في تنظيم اعتصام خلال الحرب العالمية الأولى أمام البيت الأبيض باعتبارها من الحارسات الصامتات (حارسات الحرية)، واستخدمت خلاله أجزاء من خطابات الرئيس التي تبشر بالدفاع عن الديمقراطية في أوروبا وقارنتها ببراعة مع حرمان النساء الأمريكيات من الحرية. بدأت هافماير إضرابًا عن الطعام بعد سجنها بتهمة عرقلة حركة المرور في عام 1917، ما تسبب بخلق ضغوط هائلة على الكونغرس وإدارة ويلسون. ناقش الكونغرس التعديل التاسع عشر لدستور الولايات المتحدة، الذي وسّع حقوق التصويت للنساء، وحصل على أغلبية ثلثي الأصوات اللازمة في عام 1919، وأُرسل إلى الولايات للتصديق عليه، وحصل على التصديق الكافي من ثلاثة أرباع الولايات في عام 1920.
أصبحت لويزين هافماير ناشطة مشهورة في حركات منح المرأة حق التصويت، ونشرت مقالتين عن عملها من أجل القضية في مجلة سكرينبر، كان الأول بعنوان «خاص بالسجن: ذكريات مناضلة» نُشر في مايو 1922، أما الثاني فقد حمل عنوان «شعلة حق التصويت: ذكريات مناضلة» ونُشر في شهر يونيو من نفس العام. في عامي 1912 و1915، نظمت السيدة هافيميير معارضًا لأعمال فنية من مجموعتها الخاصة في صالة كنودلر بهدف جمع الأموال ودعم الجهود الرامية لمنح المرأة حق التصويت.
شاركت لويزين في المسيرات في شارع فيفث أفينيو الشهير في نيويورك، الأمر الذي أثار استياء أبنائها، وخاطبت الحضور في قاعة كارنيجي بعد انتهائها من جولة خطابية على مستوى البلاد. تظهر السيدة هافماير في صورة شهيرة ومعها مشعل كهربائي يشبه في تصميمه تمثال الحرية، بين مجموعة من الناشطات المرموقات في حركات منح المرأة حق التصويت. جذبت محاولتها حرق دمية للرئيس ويلسون خارج البيت الأبيض عام 1919 اهتمامًا واسع النطاق على مستوى البلاد.
توفيت السيدة هافماير في عام 1929 بعد فترة تدهورت خلالها حالتها الصحية، ودُفنت في مقبرة غرين وود في بلدة بروكلين بمدينة نيويورك. تبرعت هافماير في وصيتها ببعض اللوحات المختارة لمتحف متروبوليتان للفنون في مدينة نيويورك، وتضمنت الوصية النهائية، التي تحققت بفضل سخاء أبنائها، حوالي ألفي عمل أثروا تقريبًا بكل جانب من جوانب المتحف.
تُعرض العديد من قطع تيفاني من منزلها في فيفث أفينو في حي مانهاتن بمدينة نيويورك، بما في ذلك قطعة ديكور رائعة لموقد على شكل طاووس وثريا معروضة بشكل دائم في متحف جامعة ميشيغان للفنون، وجزء من مجموعة أثاث غرفة موسيقى معروض في متحف شلبورن.

## الإرث العائلي
استمر أبناء لويزين ببناء إرث العائلة بصفتهم جامعين للفنون، إذ جمعت ابنة لويزين، إليكترا هافماير ويب منحوتات ولوحات أمريكية من الفنون الجميلة والشعبية، وساهمت في تأسيس متحف شيلبورن. يعرض المتحف «مجموعة من المجموعات» تضم أمثلة ونماذج رائعة من منازل ومبانٍ عامة أمريكية مبكرة، ومتجر عام، ومنزل للاجتماعات، وكوخ خشبي، وباخرة تملأ الأرض المحيطة. يعد حفيدها جون ويلمردينغ أستاذًا مشهورًا في الفنون وجامع مقتنيات وأمين متاحف، واشتهر بكونه مؤلفًا غزير الإنتاج للكتب المتعلقة بالفن الأمريكي. تبرعت ابنة لويزين، أدالين، وابنها هوراس هافماير وأحفادها هوراس هافماير الابن وهاري دبليو هافماير بالعديد من أعمال يوهانس فيرمير وفرانثيسكو غويا وجان بابتيست كامي كوروت وإدوارد مانيه وآخرين للمعرض الوطني للفنون.